# Рено Ф1
Рено Формула 1 је назив за тим фабрике аутомобила Рено који учествује у тркама формуле 1.
Рено је у трке формуле 1 ушао 1977. године. Иако је и сам Реноов тим учествовао у тркама, тек су у 90-им годинама осетили укус победе и то као произвођачи мотора за тимове Вилијамс и Бенетон.
2001. године су откупили тим Бенетон, да би му следеће године променили име у Рено. Највеће успехе су остварили 2005. и 2006. године када су победили и у категорији конструктора и у категорији возача са шпанцем Фернандом Алонсом.

## 2005—2006.
Ове две године су биле најуспешније за тим у његовој досадашњој историји. За тим су возили Фернандо Алонсо и Ђанкарло Физикела. Наступали су у препознатљивим светлоплавим болидима, а генерални спонзор им је био Мајлд Севн (Mild Seven).
Обе године Рено је победио у трци конструктора, а Алонсо је био најбољи у категорији возача. Физикела је завршио на петом, односно четвртом месту.

## 2007.
У сезони 2007. за тим Реноа возе италијан Ђанкарло Физикела и финац Хеики Ковалаинен.
Главни менаџер тима је Флавио Бријаторе.
Тест-возачи су им Нелсон Пике јуниор и Рикардо Зонта.

## 2008. година
У овој сезони за Рено се вратио да вози Фернандо Алонсо, који је са тимом 2005. и 2006. освојио шампионске титуле. Поред њега возиће и Нелсињо Пике, син Нелсона Пикеа.